# Edmund I al Angliei
Edmund I (n. 920 d.Hr., Wessex – d. 26 mai 946 d.Hr., Pucklechurch⁠(d), South Gloucestershire, Anglia, Regatul Unit), numit cel Bătrân sau Magnificul, a fost rege al Angliei din 939 până la moartea sa. A fost fiul regelui Eduard cel Bătrân și fratele vitreg al regelui Athelstan. Athelstan a murit la 27 octombrie 939 iar Edmund i-a succedat la tronul Angliei.

## Amenintarile militare
Edmund a venit la tron ca fiu al lui Eduard cel Bătrân, nepotul lui Alfred cel Mare, strănepotul lui Ethelwulf de Wessex, stră-strănepotul lui Egbert de Wessex și stră-stră-strănepotul lui Ealhmund de Kent. La scurt timp după proclamarea sa ca rege, el a trebuit să se confrunte cu mai multe amenințări militare. Regele Olaf al III-lea Guthfrithson cucerise Northumbria și invadase Midlands. Atunci când Olaf a murit în 942, Edmund a recucerit Midlands. În 943, Edmund a devenit nașul lui Olaf de York. În 944, Edmund a avut succes în recucerirea Northumbriei. În același an, aliatul lui Olaf de York a pierdut tronul și a plecat la Dublin, în Irlanda. Olaf a devenit rege la Dublin și a continuat să fie aliatul nașului său. În 945, Edmuns a cucerit Strathclyde, dar a cedat teritoriul regelui Malcolm I al Scoției, în schimbul unui tratat de sprijin militar reciproc. Edmund a stabilit astfel o politică de granițe sigură cât și relatii pașnice cu Scoția. În timpul domniei sale începea renașterea mănăstirilor din Anglia. 
Una dintre ultimele mișcări politice ale lui Edmund a fost rolul său în restaurarea lui Ludovic al IV-lea al Franței la tron. Ludovic, fiul lui Carol cel Simplu și a surorii vitrege a lui Edmund, Eadgifu, a locuit la curtea saxonilor până în 936, când s-a întors să fie încoronat rege al Franței. În vara anului 945, el a fost capturat de către nordici la Rouen și ulterior a fost eliberat și predat Ducelui Hugh cel Mare, care l-a ținut în custodie. Cronicarul Richerus susține că Eadgifu le-a scris atât lui Eduard cât și lui Otto I, în care le solicita sprijinul pentru fiul ei. Edmund a răspuns prin trimiterea unor amenințări furioase, iar Ludovic a fost restaurat ulterior.

## Moartea și succesiunea
Pe 26 mai 946, Edmund a fost ucis de Leofa, un hoț exilat, în timp ce participa la slujba de Sf. Augustin în Pucklechurch (sudul Gloucestershire). Ioan din Worcester și William de Malmesbury au adaugat unele detalii, sugerând că Eduard era la un ospăț cu nobilii săi atunci când l-a zărit pe Leofa în mulțime. El l-a atacat pe intrus, însă Leofa l-a ucis. Leofa a fost ucis pe loc de către cei prezenți.
Edmund a fost urmat la tron de către fratele său, Edred, din 946 până în 955. Fii lui Edmund au condus mai târziu Anglia.